# Waynoka
Waynoka – miasto w Stanach Zjednoczonych, w stanie Oklahoma, hrabstwie Woods.